# ソルティーロ・アンコールFC
ソルティーロ・アンコールFC（英: Soltilo Angkor FC）はカンボジア・シェムリアップを本拠地とするサッカークラブである。2018年4月にHONDA ESTILO株式会社から分社したSOLTILO株式会社がクラブを保有しており、本田圭佑が実質的なオーナーである。

## 概要
2016年12月26日、HONDA ESTILO株式会社はアマチュアクラブであったシェムリアップ・アンコールFCの経営権を取得。翌2017年からソルティーロ・アンコールFCに改称し、2部リーグから参戦を開始した。参戦1年目で4位に入り、1部に昇格した。
クラブ代表及びゼネラルマネージャーを務める辻井翔吾は星稜高校サッカー部出身で本田の後輩にあたる人物であり、以前はカンボジアンタイガーFC（現：アンコールタイガーFC）のスタッフとして働いていた。

## 現所属メンバー
2020年1月17日現在
注：選手の国籍表記はFIFAの定めた代表資格ルールに基づく。
| No. | Pos. |            | 選手名                    |
| --- | ---- | ---------- | ------------------------- |
| 2   | DF   | カンボジア | Keo Sophal（ソパール）    |
| 3   | DF   | カンボジア | Ly Arifin（フィン）       |
| 7   | MF   | 日本       | 海野智之                  |
| 10  | MF   | 日本       | 木暮郁哉                  |
| 11  | FW   | カンボジア | Prak ChanRatana（ラタナ） |
| 13  | DF   | 日本       | 菊地佑太                  |
| 14  | DF   | カンボジア | Pham Makara（マカラ）     |
| 15  | DF   | カンボジア | Suk Vatana（バタナ）      |
| 16  | DF   | カンボジア | Ly Saroth（トウ）         |
| 17  | FW   | カンボジア | Peuy Reaksmey（スマイ）   |
| 18  | DF   | カンボジア | Boun Vicheka（トーレス）  |
| 19  | FW   | カンボジア | Ly Morslim（スリン）      |

| No. | Pos. |            | 選手名                     |
| --- | ---- | ---------- | -------------------------- |
| 20  | FW   | カンボジア | Eam Rathana（トイ）        |
| 21  | GK   | 日本       | 本山航大                   |
| 23  | DF   | 日本       | 藤原賢土 （監督兼任）      |
| 24  | MF   | カンボジア | Soeung Panha（ニャー）     |
| 26  | MF   | カンボジア | Roth Somnang（ナン）       |
| 27  | DF   | カンボジア | Prak Sovanpiseth（ピセッ） |
| 29  | FW   | カンボジア | Im Vakhim（キム）          |
| 33  | FW   | ブラジル   | Matheus Souza E Silva      |
| 99  | GK   | カンボジア | Yuk Asary（アリー）        |